# Национальная библиотека Мозамбика
Национальная библиотека Мозамбика — центральная библиотека Мозамбика, находится в Мапуту. Здесь хранится старейшее библиографическое собрание страны, насчитывается около 150000 единиц храненя.

## История

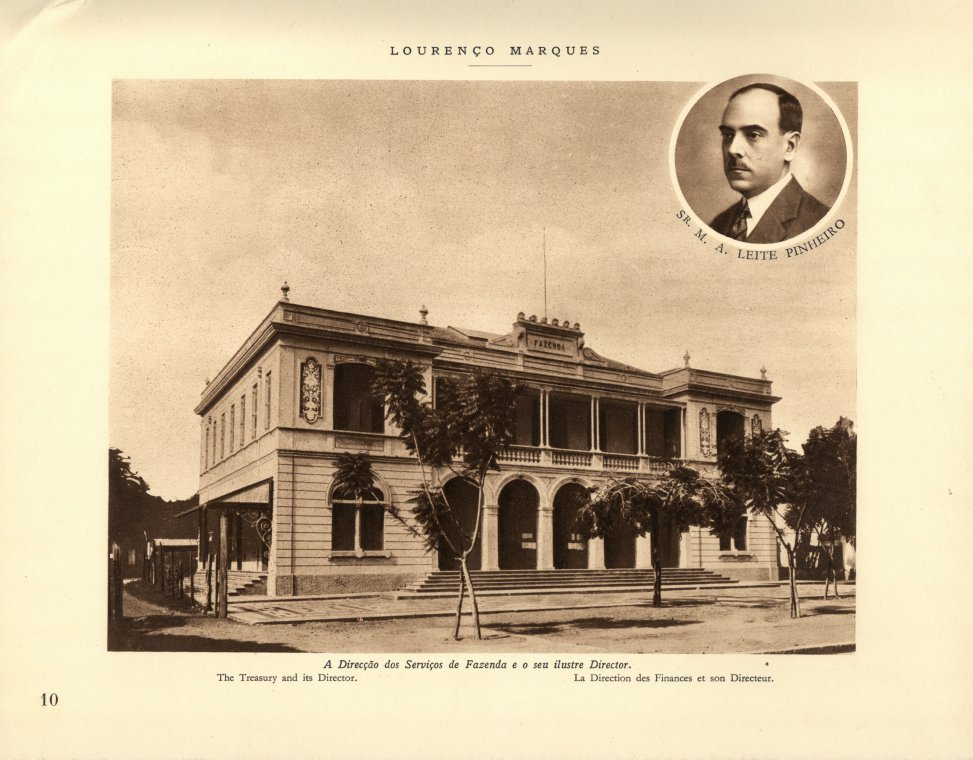
Здание Финансового управления, в котором позже разместилась библиотека (1929)

Библиотека расположилась в здании, в котором раньше размещалось Финансовое управление колонии Мозамбик. Предполагалось в будущем перевезти учреждение, но библиотека там и осталась. Здание было спроектировано архитектором Марио Вейгой в 1904 году и расположено на проспекте 25 сентября.
После провозглашения независимости Мозамбика в 1975 году сотрудники библиотеки покинули страну, и туда перестали пускать посетителей. Три года спустя, в 1978 году, библиотека была снова открыта, ею управляла группа из семи мозамбикских техников.

## Описание
Организационная структура Национальной библиотеки Мозамбика была учреждена дипломом министра культуры Мозамбика № 103/92 от 22 июля. Он создал четыре подразделения для Национальной библиотеки, а именно:
- Дирекция, отвечающая за общее управление библиотекой;
- Департамент технологии и обучения, который выполняет техническую обработку всех материалов, поступающих в Национальную библиотеку, консультирует по вопросам функционирования читальных залов и хранилища, обеспечивает общее справочное обслуживание и библиографическую информацию, а также осуществляет институциональное обучение.
- Департамент консервации документов, который отвечает за консервацию, реставрацию и переплёт материалов Национальной библиотеки.
- Отдел администрации и финансов, который управляет основными административными, финансовыми и кадровыми ресурсами, а также связями с общественностью Национальной библиотеки. Он также координирует Национальную систему публичных библиотек Мозамбика[4].